# Pleospora mucosa
Pleospora mucosa är en svampart som beskrevs av Speg. 1881. Pleospora mucosa ingår i släktet Pleospora och familjen Pleosporaceae.   Inga underarter finns listade i Catalogue of Life.